# Punta Pingüino (isla Seymour)
La punta Pingüino es un cabo ubicado en el sudeste de la Isla Marambio / Seymour del grupo de la isla James Ross, Antártida. Se encuentra al sur de la bahía o fondeadero Pingüino, y a ocho kilómetros de la base Marambio de la Fuerza Aérea Argentina.

## Historia y toponimia
Posiblemente fue visto en 1843 por una expedición británica de James Clark Ross, y fue cartografiado por el Capitán Carl Anton Larsen que desembarcó en la isla entre 1892 y 1893 y lo denominó Cap Seymour en relación con la isla. Fue explorado por la Expedición Antártica Sueca de Otto Nordenskjöld, en 1904, quien lo llamó Pinguinenkap porque allí se encontró una gran colonia de pingüinos.

## Áreas importante para la conservación de las aves

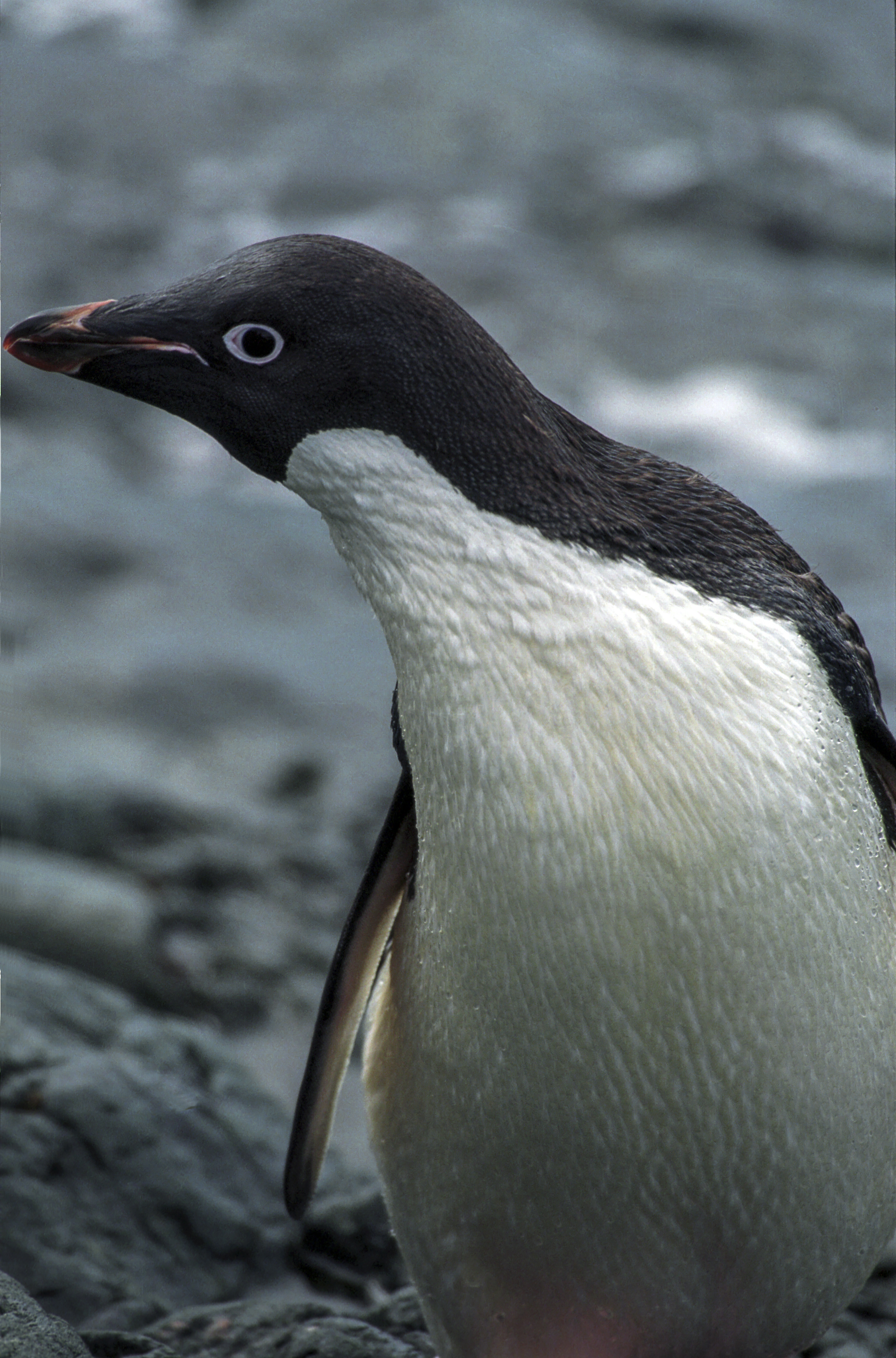
La punta posee una gran colonia de pingüinos adelaida.

BirdLife International ha identificado unas 326 hectáreas de tierras escasamente cubiertas de vegetación y libres de hielo, incluyendo la playa y la playa adyacente, que se extienden 1260 metros tierra adentro, como área importante para la conservación de las aves. El sitio alberga una gran colonia de reproducción de aproximadamente 16.000 pares de pingüinos adelaida (Pygoscelis adeliae). Focas de Weddell (Leptonychotes weddellii) y lobos marinos antárticos (Arctophoca gazella) se desplazan regularmente por allí.

## Reclamaciones territoriales
Argentina incluye a la isla Marambio/Seymour en el departamento Antártida Argentina dentro de la provincia de Tierra del Fuego, Antártida e Islas del Atlántico Sur; para Chile forma parte de la comuna Antártica de la provincia Antártica Chilena dentro de la Región de Magallanes y de la Antártica Chilena; y para el Reino Unido integra el Territorio Antártico Británico. Las tres reclamaciones están sujetas a las disposiciones del Tratado Antártico.
Nomenclatura de los países reclamantes: 
- Argentina: punta Pingüino[5]
- Chile: ¿?
- Reino Unido: Penguin Point[4]